# HMS Vengeance (1899)
La HMS Vengeance fu una corazzata pre-dreadnought della classe Canopus della Royal Navy. Bu costruita dalla Vickers, la sua chiglia fu posata nell'agosto 1898 e fu varata 11 mesi più tardi. la sua batteria principale consisteva in 4 cannoni da 305 mm in torrette binate a prua e a poppa e ebbe una velocità massima di 18 nodi. Entrò in servizio nell'aprile 1902 e servì inizialmente in estremo oriente. Fu poi trasferita nella Channel Fleet nel 1906 e nella Home Fleet due anni dopo. Poco dopo l'inizio della prima guerra mondiale fu spostata nel Mediterraneo e vide l'azione nella campagna dei Dardanelli nel 1915. Dopo un periodo di servizio in acque asiatiche e sudafricane ritornò in Inghilterra nel 1917 e fu usata per ricerca e come magazzino munizioni. Nel 1921 fu venduta per essere demolita. La demolizione iniziò l'anno seguente.

## Disegno e costruzione
La HMS Vengeance fu impostata dalla Vickers a Barrow-in-Furness il 23 agosto 1898 e varata il 25 luglio 1899. Il suo completamento fu rallentato dai danni subiti dal bacino di carenaggio e non fu completato fino all'aprile 1902. Fu la prima nave da guerra inglese ad essere completamente costruita, armata e motorizzata da una singola compagnia.
La Vengeance e le sue cinque navi sorelle furono progettate per il servizio in estremo oriente, dove la nuova potenza giapponese iniziava ad accumulare una potente marina. Per questo le navi come la Vengeance dovevano essere abbastanza piccole per poter transitare per il canale di Suez. Erano progettate per essere più piccole (di circa 2000 tons), più leggere e più veloci delle loro predecenti, le corazzate della classe Majestic, anche se erano leggermente più lunghe (131 m). Per risparmiare peso la Vengeance  e le sue sorelle avevano meno corazzatura ma grazie al cambio dalla corazzatura Harvey alla corazzatura Krupp questo non significò una reale perdita di protezione dato che l'armatura Krupp aveva un valore protettivo maggiore di quello della corazzatura Harvey per stessa unità di peso o spessore. Comunque, la sua corazzatura era abbastanza leggera da renderla quasi una corazzata di seconda classe. Parte dello schema di corazzatura prevedeva l'aggiunta di un ponte corazzato da 3 mm sopra la cintura corazzata per proteggersi dal fuoco penetrante degli obici che i francesi avevano dichiarato di voler installare sulle navi da guerra, voce che si rivelò poi falsa.
La Vengeance montava quattro cannoni 305/35 montati in torrette binate a prua e poppa. Questi cannoni erano montati su barbette circolari che permettevano un caricamento a 360°. A differenza di tutte le sue navi sorelle, i cui cannoni potevano essere caricati solo ad una certa elevazione, la Vengeance aveva un affusto che permetteva di caricare il pezzo a qualsiasi elevazione. Rispetto alle sue sorelle aveva anche le torrette diverse perché essendo in acciaio Krupp avevano i lati piatti, dato che quel tipo di acciaio risultava difficile da piegare. La Vengeance montava anche dodici cannoni 152/40 più altri cannoni minori e quattro tubi lanciasiluri sommersi da 450 mm.
La Vengeance e le altre Canopus furono le prime navi da guerra britanniche con caldaie a tubi d'acqua, che generavano più potenza con meno peso se comparate con le caldaie cilindriche utilizzate sulle navi precedenti. Le nuove caldaie portarono all'introduzione di fumaioli di prua e poppa invece che averne due di lato come in precedenti navi britanniche. Le navi della classe Canopus furono considerate ottime imbarcazioni, consumando 10 t di carbone all'ora a massima velocità e avendo una velocità massima di almeno due nodi superiore a quelle della precedente classe Majestic.